# Sajjad Moradi
Sajjad Moradi (pers. ‏سجاد مرادی‎, ur. 30 marca 1983 w Lordeganie) – irański lekkoatleta, średniodystansowiec.

## Osiągnięcia
- 6 medali Mistrzostw Azji: Kobe 2011 – srebra na 1500 i 800 metrów i Guangdong 2009 - złoto na 800 metrów i Amman 2007 dwa srebrne medale – bieg na 800 m i bieg na 1500 m i Inczon 2005 - brąz na 800 metrów
- 2 srebrne medale Halowych Mistrzostw Azji (Teheran 2004, bieg na 800 m i bieg na 1500 m)
- brąz halowych igrzysk azjatyckich (sztafeta 4 x 400 m, Makau 2007)
- brąz mistrzostw świata wojskowych (bieg na 800 m, Sofia 2009)
- złoty medal Uniwersjady (bieg na 800 m, Belgrad 2009)
- złoto halowych igrzysk azjatyckich (Hanoi 2009)
- złoty (bieg na 800 m) oraz srebrny medal (bieg na 1500 m) igrzysk azjatyckich (Kanton 2010)

Trzykrotnie reprezentował swój kraj na igrzyskach olimpijskich, za każdym razem w konkurencji biegu na 800 m. Podczas igrzysk w Atenach odpadł w eliminacjach, natomiast na igrzyskach w Pekinie i Londynie swój występ zakończył w fazie półfinałowej.

## Rekordy życiowe
- bieg na 800 m – 1:44,74 (2009) rekord Iranu
- bieg na 800 m (hala) – 1:48,48 (2004 & 2009) były rekord Iranu[1]
- bieg na 1500 m – 3:37,09 (2010) rekord Iranu